# Eiwitvouwing

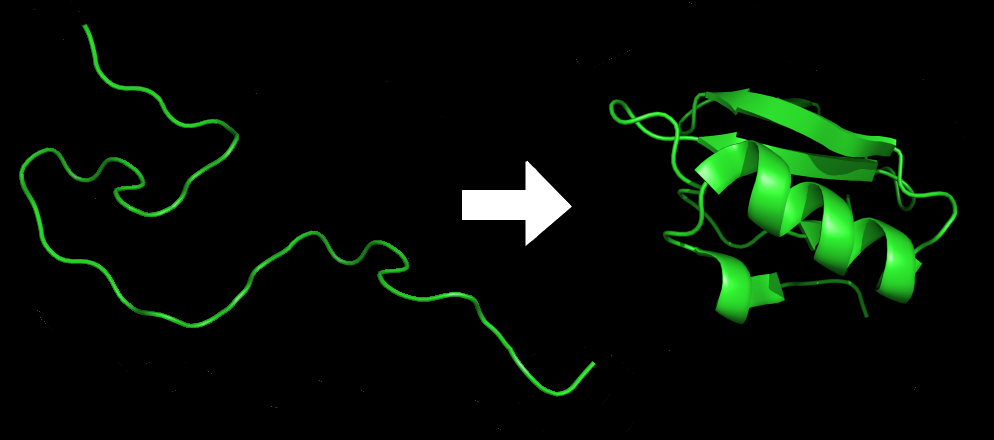
Eiwit voor en na vouwing

De verschillende structuren van een eiwit van primair naar quaternair

Eiwitvouwing of eiwitopvouwing (Engels: protein folding) is het proces waarbij een specifiek eiwitmolecuul verondersteld wordt zijn driedimensionale functionele vorm of conformatie aan te nemen. Het is een fysisch (niet scheikundig) proces waarbij een polypeptide, vanuit een random coil ("statistische keten"), zich vouwt in een karakteristieke en functionele (biologisch actieve) driedimensionale eiwitstructuur.
Elk eiwit bestaat aanvankelijk uit een ongevouwen polypeptide of "random coil", die tijdens de eiwitsynthese wordt gevormd uit aminozuren middels de translatie vanuit een mRNA-sequentie: er vormt zich een lineaire polymere keten (sequentie) van aminozuren. Deze polypeptide heeft geen stabiele  driedimensionale structuur (links in de figuur). Aminozuren reageren vervolgens met elkaar, zodanig dat een duidelijk omlijnde driedimensionale structuur ontstaat: het gevouwen eiwit (rechts in de figuur). Het gevouwen eiwit wordt het natieve stadium genoemd. De driedimensionale structuur wordt bepaald door de aminozuursequentie (Anfinsens dogma). Experimenten in de jaren 80 van de twintigste eeuw laten zien dat het codon voor een aminozuur ook de eiwitstructuur kan beïnvloeden.
Het is voor de gezondheid van een organisme van groot belang dat een eiwit zich goed opvouwt. Wanneer dit niet gebeurt werkt het eiwit niet goed, en kan het in uitzonderlijke gevallen zelfs andere effecten veroorzaken, zoals bij de ziekte van Creutzfeldt-Jakob.

## Chaperonne-eiwitten
Om eiwitten tijdens de vouwing te begeleiden en om slecht gevouwen eiwitten te hervouwen zijn zowel pro- als eukaryoten uitgerust met chaperonne-eiwitten. Vooral in een te warm milieu kunnen eiwitten onjuist vouwen en wordt de productie van chaperonnes door de cel verhoogd. Daarom zijn de meeste chaperonne-eiwitten ook hitte-schok-eiwitten (Engels: heat shock proteins). Ondanks de activiteit van de chaperonnes zal slechts 20% van de nieuw gevormde aminozuurketens zijn juiste vouwing krijgen en als eiwit gaan werken.

## Voorbeelden van gevouwen eiwitten
Voorbeelden van gevouwen eiwitten zijn:
- α-helix met een secundaire structuur
- β-sheet met een plaatvormige, secundaire structuur
- helixbundel (bijvoorbeeld bij het bromodomein)
- beta-barrel
- Rossmann-vouwing

## CASP: voorspellen van gevouwen eiwitten
Het voorspellen van hoe een eiwit zich ontvouwt wordt als een moeilijke wetenschappelijke opgave beschouwd. Dit zou kunnen helpen met de ontwikkeling van medicijnen en het begrip van ziektes.
Sinds 1994 wordt er geprobeerd modellen te maken om het vouwen van eiwitten te kunnen berekenen. Elke twee jaar organiseert CASP (Critical Assessment of protein Structure Prediction) een wedstrijd waar meer dan 100 groepen aan mee doen. 
In 2016 is DeepMind Technologies (onderdeel van Alphabet Inc.) aan de slag gegaan om met behulp van kunstmatige intelligentie dit probleem op te lossen. In december 2018 won DeepMind's AlphaFold de 13e CASP-wedstrijd door de meest accurate structuur te voorspellen van 25 eiwitten. In 2020 wist AlphaFold nog betere voorspellingen te doen, tot wel 99% correct. Een score vergelijkbaar met laboratoriumtechnieken. CASO-panellid dr. Andriy Kryshtafovych noemde het resultaat "truly remarkable" en beschouwde het probleem als grotendeels opgelost.